# The Awakening (2011)
The Awakening (Alternativtitel: The Awakening: Geister der Vergangenheit) ist ein britischer Mystery-Thriller aus dem Jahr 2011. Regie führte Nick Murphy, das Drehbuch schrieb Stephen Volk gemeinsam mit Murphy. In den Hauptrollen sind Rebecca Hall, Dominic West und Imelda Staunton zu sehen.

## Handlung
1921: England ist nach dem Ersten Weltkrieg von Verlust und Trauer gezeichnet. Viele Menschen suchen Trost in kommerziell veranstalteten Séances, in denen sie Kontakt zu ihren gefallenen Angehörigen zu bekommen hoffen. Die Wissenschaftlerin Florence Cathcart, deren Verlobter auch im Krieg gefallen ist, hat es sich zum Ziel gesetzt, diese Veranstaltungen als Tricks und Betrügereien zu entlarven; zu Beginn des Films wird eine von ihr offengelegte Veranstaltung von der Polizei aufgelöst. Zu ihrer Überraschung nehmen ihr die betrogenen Teilnehmer das übel, weil ihnen damit auch jede Hoffnung genommen wird.
Gerade als sie beschlossen hat, vorerst keine weiteren Geisterphänomene mehr aufzuklären, erscheint Robert Mallory an ihrer Tür, Lehrer an einem Internat in Cumberland, und bittet sie, den mysteriösen Tod des Schülers Walter Portman aufzuklären. Der Tod soll mit einer Geistererscheinung zusammenhängen. Sie lehnt erst ab, fährt dann aber doch dorthin. Die Haushälterin Maud begrüßt sie herzlich, doch der Schulleiter ist skeptisch. 
Florence macht sich sofort an die Arbeit und stellt überall im Internat selbstauslösende Kameras, Magnetfeldsensoren und andere Messgeräte auf. Für Walter Portmans Tod findet sich bald eine natürliche Erklärung. Auch eine scheinbare Geisterbegegnung während ihrer Arbeit stellt sich als inszenierter Streich eines Schülers heraus, der sich dadurch Anerkennung seiner Mitschüler erhoffte.
Kurz bevor die Ferien anbrechen und die Schüler von ihren Eltern abgeholt werden, entschließt sich auch Florence zur Abreise, zumal man ihre Arbeit nicht würdigt – statt mit Fakten konfrontiert zu werden, glaubt man lieber an Geister. Doch dann nimmt sie selbst unerklärliche Geistererscheinungen wahr: Durch ein Loch in der Wand sieht sie ein schmerzverzerrtes Kindergesicht, und sie stößt an unterschiedlichen Stellen des Hauses auf ein rätselhaftes Puppenhaus, ein Modell des Schulhauses, in dessen Räumen Szenen dargestellt sind, die sie unmittelbar zuvor erlebt hat oder gerade erlebt, wobei einmal ein unsichtbares Kind mit ihr im Raum zu sein scheint. Um diesen Phänomenen auch noch auf den Grund zu gehen, bleibt sie mit Robert, der Haushälterin Maud und dem Schüler Tom im Internat. Tom erzählt Florence, seine Eltern lebten in Indien, daher können sie ihn in den Ferien nicht abholen. Florence hat den ernsten, freundlichen Jungen längst ins Herz geschlossen.
Florence begegnet immer neuen Rätseln. Als sie am See nach ihrem ins Wasser gefallenen Zigarettenetui greift, erscheint von unten eine andere Hand neben ihrer eigenen im Wasser. Zu Tode erschrocken stürzt sie sich in den See und wird von Robert herausgezogen. Später scheint in einem Gang des Hauses ein Mann mit einer Schrotflinte auf sie zu feuern, ist aber auf den dadurch ausgelösten Fotografien nicht zu sehen (stattdessen sieht man ein schemenhaftes Kind in einer Zimmerecke). Das Etui findet sie später in einem Kissen wieder, das plötzlich neben ihr aufs Bett fällt. Aufgestellte Magnetfeldsensoren drehen sich plötzlich unerklärlicherweise alle auf sie.
Verängstigt sucht Florence bei Robert Schutz. Es kommt zu Zärtlichkeiten. Edward Judd, der auf beide einen Groll hegt, beobachtet sie beim Liebesspiel und versucht wenig später, Florence im Wald zu vergewaltigen. Dabei wird er wiederum von einer Geistererscheinung so erschreckt, dass Florence ihn mit seiner eigenen Waffe erschlagen kann. Sie läuft ins Haus zurück, berichtet Robert davon und bittet ihn, Tom nichts davon zu erzählen. Robert fragt erstaunt zurück, welchen Tom sie meine, momentan sei doch gar kein Kind im Haus. Dann sucht er nach Judd und lässt sie fassungslos zurück.
Rückblende: Das Internat war früher ein Wohnhaus, in dem Florence mit ihren Eltern lebte. Zum Haushalt gehörten noch Maud als Haushälterin sowie Tom, der uneheliche Sohn des Vaters mit der Haushälterin, etwa im gleichen Alter wie Florence. Die Kinder waren eng befreundet. Das missfiel dem Vater, der statt Florence lieber einen Sohn gehabt hätte. Im Streit erschoss er zunächst seine Frau und wollte auch Florence erschießen, die sich jedoch in einem Personalgang des Hauses verkroch, in dem auch Tom Zuflucht gesucht hatte. Der blind abgefeuerte Schuss des Vaters streifte Florence nur, tötete jedoch Tom. Als der Vater das sah, erschoss er sich selbst. Diese Erlebnisse hatte Florence vollkommen verdrängt. Sie hatte geglaubt, in Kenia geboren zu sein; den frühen Tod ihrer Eltern sowie eine Narbe an ihrer Schulter hatte man ihr mit einem Löwenangriff erklärt.
Toms Geist spukt seitdem durch das Haus und leidet sehr unter seiner Einsamkeit. Seinen Angehörigen Maud und Florence erscheint er als normales Kind; inwieweit er für andere Menschen sichtbar wird, kann er in Grenzen selbst steuern. Sein gutmütiger Charakter hat nicht die Absicht, andere zu erschrecken, aber für die Einsamsten unter den Schülern wurde er wahrnehmbar. Außenseiter Walter Portman starb, weil er infolge einer solchen Wahrnehmung (und nicht infolge einer drakonischen Bestrafung, wie Florence zunächst vermutet hatte) einen tödlichen Asthmaanfall erlitt. Auch Victor Parry, ebenfalls einsam, hatte Tom schon gesehen.
Sobald sich Florence an all dies erinnert hat, eröffnet Maud ihr, dass sie sie bewusst in ihr Elternhaus geholt hat, um Toms sehnlichsten Wunsch zu erfüllen, wieder mit Florence zusammen zu sein. Zu spät erkennt Florence, dass Maud ihr gemeinsames Getränk vergiftet hat. Während Maud stirbt, macht Florence Tom mit letzter Kraft klar, dass er das nicht zulassen darf. Im letzten Moment holt Tom ihr quer durchs Haus ein Brechmittel und gibt es ihr, sie übergibt sich. Dann verabschieden sie sich liebevoll voneinander, und Florence reist zurück nach London.

## Hintergründe
The Awakening wurde ab Juli 2011 an Drehorten in England und Schottland, so in London, Berwickshire, East Lothian, Lyme Park in Cheshire, und Manderston House in Manderston, Duns abgedreht.
Der Film war der Eröffnungsfilm des Toronto Film Festivals am 16. September 2011 und wurde ab dem 11. November 2011 in den britischen und irischen Kinos gezeigt. In Deutschland erschien der Film am 7. Juni 2013 direkt auf DVD.
Das Ende lässt die Möglichkeit offen, dass Florence die Vergiftung durch Maud doch nicht überlebt hat und als Geist „abreist“, zumal sie beim Verlassen der Schule von vielen, an denen sie vorbeigeht, nicht wahrgenommen zu werden scheint. Der Regisseur bestätigt diese Möglichkeit. Für ihn und Rebecca Hall habe Florence zwar überlebt, aber er finde es gut, dass dieser Punkt diskutiert wird.

## Kritiken
Nach der Internetseite Rotten Tomatoes waren 62 % der 65 Kritiken positiv.
Das Lexikon des Internationalen Films urteilt: „Unblutiger Geister-Horror, der in Form einer Gruselgeschichte das Bild einer Gesellschaft zeichnet, deren Vertrauen ins Welt- und Menschenbild der Aufklärung im Zuge des Ersten Weltkriegs ins Wanken geraten ist. Auch wenn die Auflösung verglichen mit dem Rest der fesselnden Geschichte etwas flach wirkt, unterhält der Film dank starker Darsteller und einer atmosphärischen Inszenierung bis zuletzt.“

## Trivia
Das Gemälde, welches angeblich der Favorit der Schüler ist, heißt Judith und Holofernes und wurde 1612 von der italienischen Künstlerin Artemisia Gentileschi (1593–1652) gemalt.
Während der Untersuchung des Klassenzimmers, in dem sich viele der Geistersichtungen ereigneten, steht auf der Tafel hinter Florence „They shall grow not old, as we that are left grow old“ (deutsch: „Sie werden nicht altern, so wie wir Hinterbliebenen altern“). Dies ist eine Zeile aus dem Gedicht For the Fallen des britischen Dichters Laurence Binyon. Veröffentlicht im Jahr 1914, wurde es als eine Ode auf die britischen Soldaten, welche im Ersten Weltkrieg starben, betrachtet. Dies deutet sowohl auf die Absolventen des Internats, die im Weltkrieg gefallen waren, als auch auf Toms Situation, der immer ein Kind bleibt, während seine Halbschwester längst erwachsen ist.

### Anachronismus
Nachdem Florence in die verborgene Kammer gegangen war und ein ausgestopftes Kaninchen  mit Puppenbekleidung und eingefügtem Spielwerk gefunden hatte, spielte auf Druck darauf ein Lied. Zu diesem Zeitpunkt konnten Spielzeuge jedoch nur kurze Melodien spielen. Das erste Spielzeug dieser Art war die 1893 erschienene „Lioretgraph Jumeau“, die maximal 35 Wörter von einer kleinen Tonwalze sang. Weiter entwickeltes Musikspielzeug gab es erst in den späten 1930er und frühen 40er Jahren.

## Auszeichnungen
- 2011: Nominiert für British Independent Film Award als Beste Schauspielerin Rebecca Hall
- 2011: Nominiert für Best British Newcomer des London Film Festival als Regisseur Nick Murphy
- 2012: Goldener Rabe des Brüsseler International Festival of Fantasy Film für Nick Murphy
- 2012: Gérardmer Film Festival SCI FI Jury Award, Youth Jury Grand Prize und  Special Jury Prize für Nick Murphy